# Marzotto Hockey Valdagno 1979-1980
Questa voce raccoglie le informazioni riguardanti il Marzotto Hockey Valdagno nelle competizioni ufficiali della stagione 1979-1980.

## Maglie e sponsor
| 1ª divisa |

## Rosa
| N° | Naz.              | Ruolo | Sportivo        |  |  |  |
| -- | ----------------- | ----- | --------------- |  |  |  |
| ?  | Italia (bandiera) | E     | Cenzi           |  |  |  |
| ?  | Italia (bandiera) | E     | Luigi De Gerone |  |  |  |
| ?  | Italia (bandiera) | E     | Drusi           |  |  |  |
| ?  | Italia (bandiera) | E     | Antonio Faccin  |  |  |  |
| ?  | Italia (bandiera) | E     | Fin             |  |  |  |
| ?  | Italia (bandiera) | P     | Grigolato       |  |  |  |
| ?  | Italia (bandiera) | E     | Lovato          |  |  |  |
| ?  | Italia (bandiera) | E     | Passero         |  |  |  |
| ?  | Italia (bandiera) | E     | Roberto Pretto  |  |  |  |

- Allenatore:  Luigi De Gerone